# Espirante
Según el Diccionario de la Real Academia la palabra espirante tiene el mismo valor que fricativa. Es decir, espirante hace referencia a aquellos sonidos de la lengua cuyo modo de articulación presenta unos ciertos rasgos fonológicos que los hacen distintos al resto. En el sonido espirante los órganos articulatorios se acercan mucho, pero no obstruyen del todo la salida del aire. Reciben el nombre también de sonidos constrictivos o continuos. 
Tales sonidos son: [f], [x], [s], [ß], [ð], [ɣ]
- Sonidos espirantes sonoros y sordos

Según la cuerdas vocales vibren o no, tales sonidos espirantes o fricativos serán sordos o sonoros.
Sordos: [f], [s], [x], [θ]: [fa.bu.'lo.so], [se.'ɳal], [xe.'ra.njo], [xi.'ra.fa], [sa.'le.ro], [θa.'pa.to], 
Sonoros: [ʝ], [β], [ð], [ɣ] ['ʝe.ma], ['a.βa.ko], [a.ɣe.'ri.ðo], ['de.ðo].
- Sonido espirante, según el punto de articulación

En función de en qué zona entren en contacto los órganos bucales, el sonido espirante pueden ser: labiodental [f], alveolar [s], interdental [θ],palatal [ʝ] y velar [x]. También como sonidos espirantes, encontramos a las variantes de los sonidos oclusivos sonoros: bilabial [β], dental [ð] y velar [ɣ]. 
(Artículo escolar)
- Datos: Q5840354